# Pat Burrell
Pour les articles homonymes, voir Burrell.
Patrick Brian Burrell, né le 10 octobre 1976 à Eureka Springs (Arkansas), est un joueur américain de baseball qui évolue depuis la saison 2000 dans les Ligues majeures de baseball. Il a porté les couleurs des Phillies de Philadelphie durant neuf saisons, et a remporté la Série mondiale 2008 avec eux. Il évolue maintenant pour les Giants de San Francisco, avec qui il est un champion de la Série mondiale 2010. Burrell est présentement agent libre.

## Carrière
Pat Burrell joue à l'Université de Miami en Floride et est nommé meilleur joueur des College World Series en 1996. Il est drafté le 7 juin 1998 par les Phillies de Philadelphie au premier tour de sélection, devenant le premier athlète sélectionné dans cette séance du repêchage amateur.

### Phillies de Philadelphie
Burrell passe deux saisons en Ligues mineures avant d'effectuer ses débuts en Ligue majeure le 24 mai 2000 avec Philadelphie. Il frappe deux coups sûrs à sa première partie, réussissant son premier dans les grandes ligues aux dépens du lanceur des Astros de Houston Octavio Dotel. Le lendemain, 25 mai, toujours contre les Astros, Burrell frappe son premier coup de circuit en carrière. Il le réussit contre le lanceur Scott Elarton. Avec 106 coups sûrs, 18 circuits et 79 points produits en 111 parties jouées à sa première saison, Burrell termine quatrième au vote de la recrue de l'année dans la Ligue nationale de baseball, un prix qui est décerné cette année-là à Rafael Furcal des Braves d'Atlanta.
Après avoir partagé ses fonctions entre le poste de joueur de premier but et de voltigeur à sa saison recrue chez les Phillies, Burrell est utilisé presque exclusivement au champ extérieur dès sa seconde saison. Il claque 27 circuits et obtient 89 points produits en 2001. La saison 2002 est l'une de ses meilleures en carrière : il frappe 37 coups de circuits et se classe troisième dans la Ligue nationale pour les points produits avec 116. Il réussit son sommet personnel de coups sûrs en une saison (165) et affiche sa moyenne au bâton la plus élevée en une année (,282). Il obtient quelques votes pour le prix de joueur par excellence de la saison dans la Nationale, terminant 14e au scrutin.
Ses statistiques offensives chutent en 2003 (21 circuits, 64 points produits) et en 2004 (24 circuits, 84 points produits). Il retrouve sa forme de la saison 2002 en 2005 alors qu'il frappe 32 longues balles et établit son sommet en carrière de 117 points produits. Ces performances lui valent d'être de nouveau considéré au titre de meilleur joueur de la saison. Il prend cette fois la septième place du vote, mais Albert Pujols des Cardinals remporte l'honneur.
Le voltigeur des Phillies frappe 29, 30 et 33 circuits respectivement au cours des trois saisons qui suivent. Il frôle une fois de plus les 100 points produits, terminant avec des totaux de 95, 97 puis 86 en 2006, 2007 et 2008.
En 2007, il aide les Phillies à remporter le premier de plusieurs championnats de division consécutifs, ce qui lui donne la chance de jouer pour la première fois en séries éliminatoires. Il est cependant discret en Série de divisions 2007 contre Colorado avec deux coups sûrs en 11 présences au bâton pour une moyenne de ,182. Aaron Rowand et Burrell claquent des coups de circuit consécutifs dans le premier match de la série, alors que Philadelphie tire de l'arrière 3-0, mais les Phillies perdent néanmoins ce match puis les deux suivants pour être éliminés.
En 2008, les Phillies retournent en séries éliminatoires. Dans la quatrième partie de la Série de divisions entre Philadelphie et Milwaukee le 5 octobre, Burrell frappe deux coups de circuit. Son premier coup de quatre buts, contre le lanceur Jeff Suppan, est bon pour trois points, et Burrell ajoute un coup en solo contre son futur coéquipier Guillermo Mota en fin de partie pour terminer la journée avec 4 points produits et aider les Phillies à remporter une première série éliminatoire depuis 1993.
Le 9 octobre, dans le premier match de la Série de championnat 2008 de la Ligue nationale, les Phillies tirent de l'arrière 0-2 lorsque Chase Utley égale la marque avec un circuit de deux points en sixième manche. Le deuxième frappeur à affronter le lanceur des Dodgers de Los Angeles Derek Lowe après Utley est Burrell, qui réussit un circuit en solo donnant l'avance 3-2 à Philadelphie, qui gagne le match par ce score. Burrell produit trois points en cinq matchs et maintient une moyenne au bâton de ,333 contre les Dodgers alors que les Phillies avancent à leur première Série mondiale en 15 ans. Burell a toutefois beaucoup de mal contre les lanceurs des Rays de Tampa Bay en grande finale : il ne frappe que pour ,071 en cinq parties avec un seul point produit. Tenu en échec en 14 présences au bâton, il cogne un double en septième manche du cinquième et dernier match de la Série mondiale 2008 alors que le score est égal à 3-3. Il est remplacé par le coureur suppléant Eric Bruntlett qui marque le point de la victoire, donnant aux Phillies le titre mondial et à Burrell sa première bague de champion.
Cette partie qui voit Philadelphie remporter le titre est la dernière de Burrell avec l'équipe. Le 5 janvier 2009, Burrell décide de quitter le club avec qui il a joué les neuf premières saisons de sa carrière pour accepter un contrat de deux ans avec la dernière équipe qu'il a affrontée comme membre des Phillies : les Rays de Tampa Bay.

### Rays de Tampa Bay

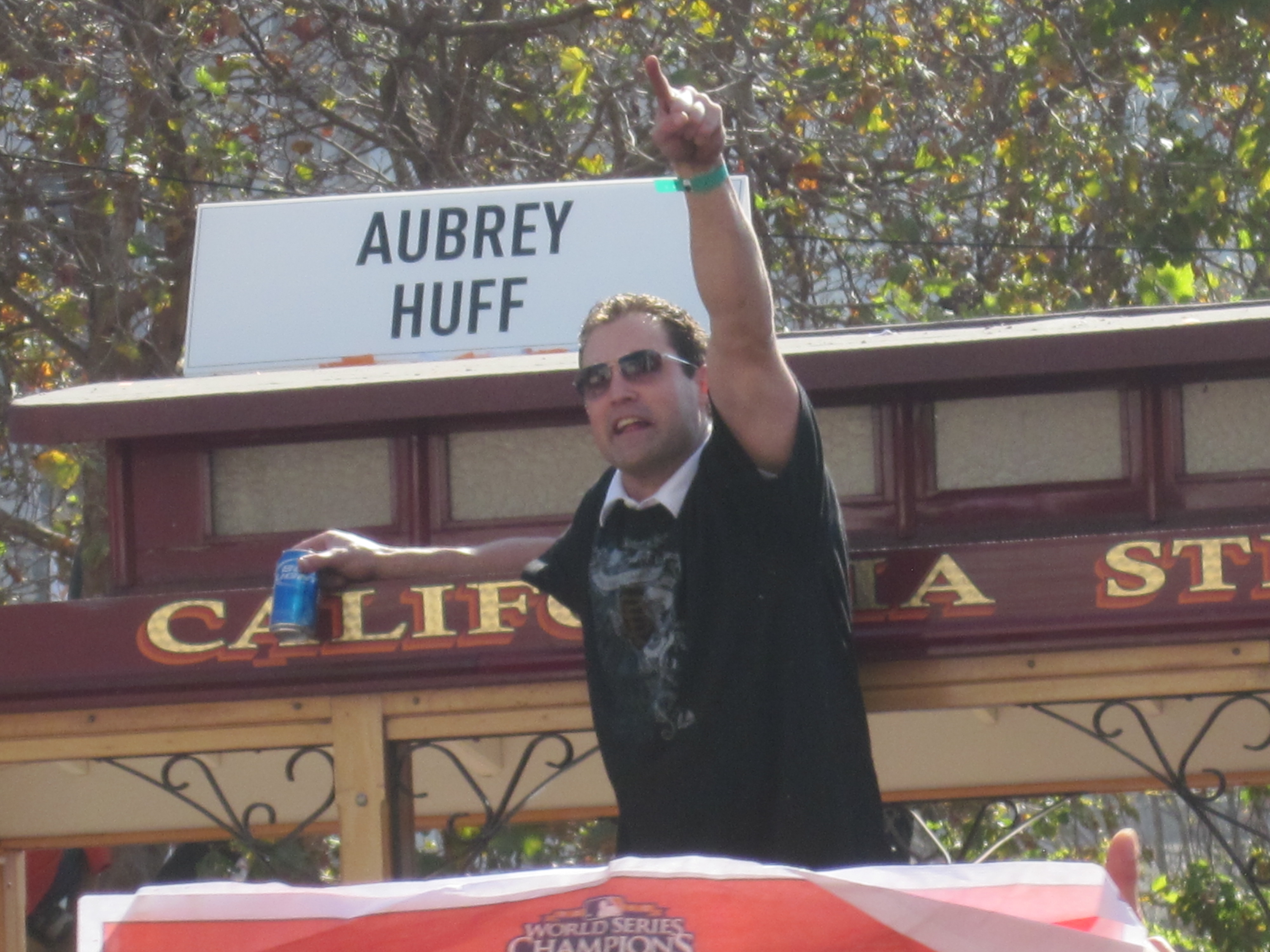
D'un tramway de San Francisco, Pat Burrell salue la foule lors du défilé célébrant la victoire des Giants en Série mondiale 2010.

Pat Burrell connaît une décevante année en 2009, sa première pour les Rays de Tampa Bay avec une faible moyenne au bâton de ,221. Il frappe 14 circuits en 122 parties jouées. C'est son plus faible total en carrière qui suit 8 saisons consécutives d'au moins 20 longues balles. Il termine tout de même 2009 avec un respectable total de 64 points produits.
Burrell frappe pour seulement ,202 après 24 matchs chez les Rays en 2010 et il est libéré de son contrat le 19 mai.

### Giants de San Francisco
Il passe chez les Giants de San Francisco le 29 mai 2010, dix jours après avoir été congédié par Tampa Bay. Il termine l'année 2010 avec 20 circuits et 64 points produits.
En Série de divisions de la Ligue nationale, il frappe un circuit de trois points contre Tommy Hanson dans le deuxième match de l'affrontement entre les Giants et les Braves d'Atlanta. San Francisco perd ce match mais se rend jusqu'en Série mondiale. Burrell n'obtient aucun coup sûr et est retiré sur des prises 11 fois en grande finale contre les Rangers du Texas. Les Giants remportent néanmoins la série et le titre. Burrell est champion du monde pour la deuxième fois en trois ans.
Il signe une nouvelle entente d'un an avec San Francisco suivant la saison 2010. En 2011, il joue sporadiquement pour les Giants et apparaît dans 92 parties, frappant pour ,230 avec sept circuits et 21 points produits. Handicapé par une blessure récurrente au pied, il devient agent libre à l'automne 2011 mais envisage la retraite.